# Mpv
mpv je multimediální přehrávač vycházející z přehrávačů MPlayer a mplayer2. Je napsaný převážně v C a jedná se o svobodný software, přičemž většina je uvolněna pod licencí GNU GPL a část pod GNU LGPL.
Mpv je multiplatformní software odladěný pro běh na operačních systémech Linux, Microsoft Windows, BSD a macOS i na různých architekturách, mj. x86 a x86-64, ARM, PowerPC a MIPS.
Na výstupu je kromě staršího standardu OpenGL podporován od verze 0.28 vydané v prosinci 2017 i novější Vulkan.